# Khu dự trữ sinh quyển Lapland
Khu bảo tồn thiên nhiên Lapland (tiếng Nga: Лапландский заповедник) (còn được gọi là Laplandskiy) là một khu bảo tồn thiên nhiên nghiêm ngặt nằm ở tỉnh Murmansk, Nga, phía trên Vòng Bắc Cực. Được chính thức thành lập vào năm 1957, khu bảo tồn này bảo vệ một khu vực rộng 2.784 km2 (1.075 dặm vuông Anh) nằm về phía tây bắc hồ Imandra, trong đó có 86 km² vùng nước nội thủy. Địa hình là lãnh nguyên miền núi và rừng taiga phía bắc. Từ năm 1985, khu bảo tồn này đã được UNESCO công nhận là Khu dự trữ sinh quyển thế giới.
Khu bảo tồn thiên nhiên Lapland được thành lập vào năm 1930 nhưng cùng với nhiều khu bảo tồn khác thì vào năm 1951 nó đã bị bãi bỏ. Nó được tái lập vào năm 1957, nhưng đến những năm 1961-1965 thì được sáp nhập vào khu bảo tồn thiên nhiên Kandalaksha. Năm 1983, phần diện tích rộng 1.613 km² của khu bảo tồn thiên nhiên được mở rộng đáng kể bao gồm 1.296 km² lãnh thổ về phía tây bắc, xa hơn phạm vi ảnh hưởng gây ô nhiễm của nhà máy luyện niken ở thị trấn Monchegorsk và cắt giảm khu vực rộng 124 km² nằm gần thành phố. Khu bảo tồn Lapland thuộc tỉnh Murmansk và cách 50 km về phía nam thành phố Murmansk.

## Địa hình
Khu bảo tồn Lapland có địa hình chủ yếu là lãnh nguyên núi và hồ, nằm ở khu vực phía tây của dãy núi Khibiny. Phần lớn lãnh địa của nó được bao phủ bởi lãnh nguyên rừng taiga và núi phía bắc với điểm cao nhất là núi Ebruchorr (1.115 mét so với mực nước biển).

## Khí hậu và hệ sinh thái
Nó nằm trong vùng sinh thái rừng Taiga Scandinavi và Nga  nằm ở Bắc Âu giữa lãnh nguyên ở phía bắc và rừng hỗn hợp ôn đới ở phía nam. Nó bao gồm các phần thuộc Na Uy, Thụy Điển, Phần Lan và phần phía bắc của nước Nga thuộc Châu Âu, là vùng sinh thái lớn nhất ở Châu Âu. Đặc điểm của vùng sinh thái này là các khu rừng lá kim chiếm ưu thế bởi loài thông Scotland (khu vực khô hơn) thường có bách xù thường, vân sam Na Uy, vân sam Siberia và sự có mặt đáng kể hỗn hợp bạch dương trắng châu Âu, bạch dương trắng núi. Đặc trưng phần phía đông của vùng sinh thái này là sự có mặt của loài thông Siberia.
Khí hậu của Lapland là khí hậu lục địa ẩm đặc trưng bởi mùa đông dài lạnh giá và mùa hè ngắn, mát mẻ.